# Johann von Wessenberg
Johann Philipp Freiherr von Wessenberg-Ampringen, est un homme d'État autrichien, né à Dresde le 28 novembre 1773 et mort à Fribourg-en-Brisgau le 1er août 1858.
Il est ministre des affaires étrangères dans le Gouvernement von Pillersdorf, à partir du 8 mai 1848, puis 
ministre-président d'Autriche du 18 juillet 1848 au 21 novembre 1848.